# ليا أيريس
ليا أيريس (بالإنجليزية: Leah Ayres)‏ (و. 1957  م) هي ممثلة تلفزيونية، وممثلة أفلام أمريكية، ولدت في بالتيمور.

## وصلات خارجية
- ليا أيريس على موقع IMDb (الإنجليزية)
- ليا أيريس على موقع ألو سيني (الفرنسية)
- ليا أيريس على موقع أول موفي (الإنجليزية)
- ليا أيريس على موقع قاعدة بيانات الأفلام السويدية (السويدية)
- ليا أيريس على موقع قاعدة بيانات الفيلم (الإنجليزية)
- ليا أيريس على موقع كينوبويسك (الروسية)